# Amancio de Rodez
San Amancio de Rodez (Sur de Francia, siglo V - Rodez, ca. 487) fue el primer obispo de la diócesis de Rodez. Es venerado como santo por diversas confesiones cristianas. 

## Biografía
Amancio recibió la misión de restaurar la comunidad cristiana de Rodez después de la destrucción que habían hecho las invasiones bárbaras. Amancio volvió para predicar y a reevangelizar la zona, que la tradición quería evangelizada ya por el Santo Marcial de Limoges. Se convertiría así en el fundador de la diócesis. No se conoce nada más de su vida.

## Veneración
Es el patrón de la diócesis y la ciudad. Otros lugares toman su nombre, a partir de capillas fundadas en su honor, como Saint-Chamas (Bocas del Ródano) o el vecindario de Sant Amanç (Sant Feliu de Guíxols), formado en los alrededores del santuario del santo, que existía desde el siglo XIII y que, bendecido en 1649, fue abandonado.
- Datos: Q2841106
- Multimedia: Amans of Rodez / Q2841106